# Copiphana maozim
Copiphana maozim är en fjärilsart som beskrevs av Culot. Copiphana maozim ingår i släktet Copiphana och familjen nattflyn. Inga underarter finns listade i Catalogue of Life.